# خمیلنگ
خمیلنگ (به لهستانی:  Chmieleń) یک منطقهٔ مسکونی در لهستان است که در گمینا لوبومیژ واقع شده‌است. خمیلنگ ۵۶۰ نفر جمعیت دارد.